# Lamprotornis regius
Lo storno dal petto dorato (Lamprotornis regius Reichenow, 1879), anche noto come storno reale, è un uccello della famiglia degli Sturnidi, diffuso in Africa orientale.

## Descrizione

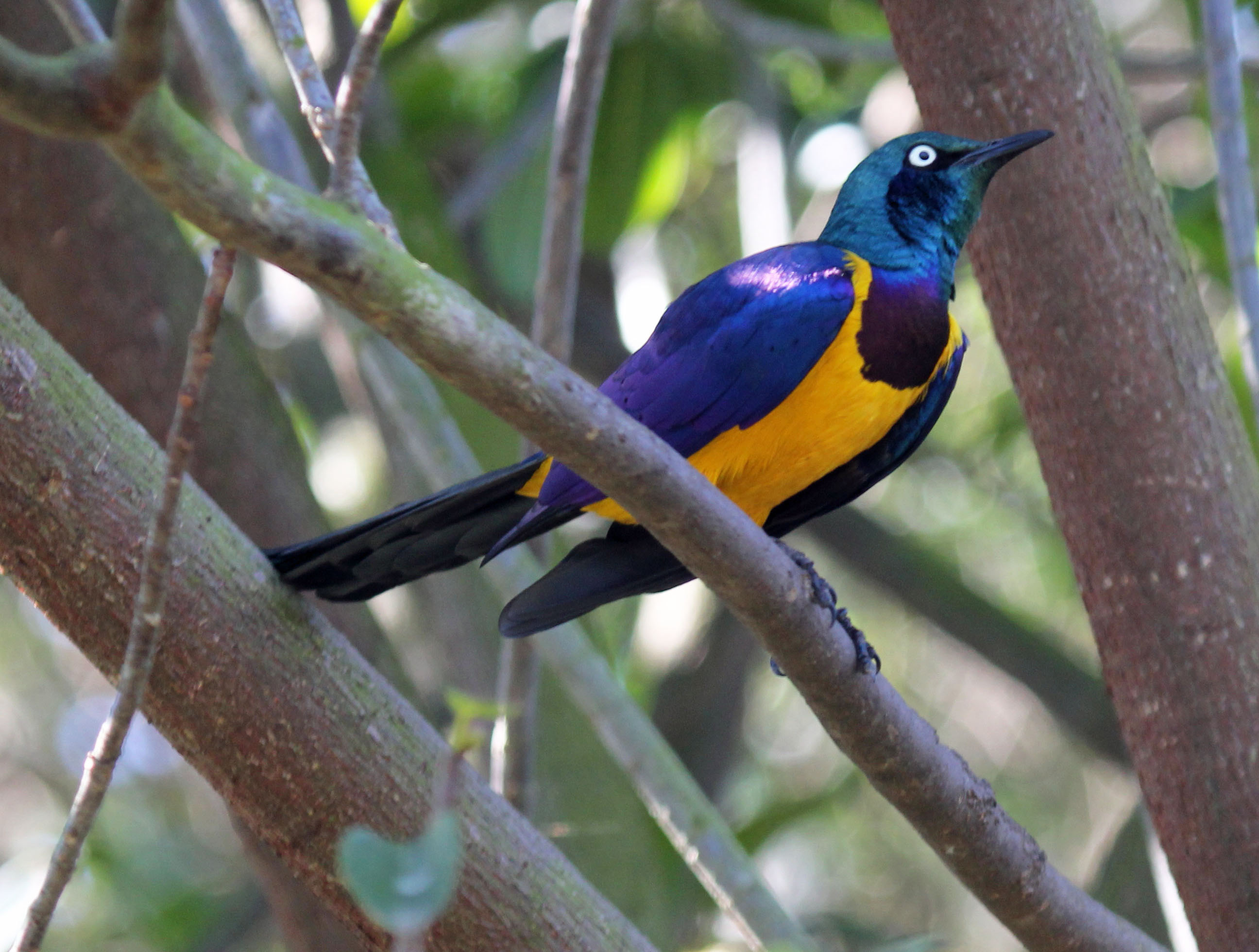
Al Birds of Eden, Sudafrica

Lo storno dal petto dorato può raggiungere una lunghezza corporea di circa 35 centimetri (14 pollici). Gli esemplari adulti presentano un piumaggio metallizzato molto elaborato e facilmente riconoscibile. La testa e la parte superiore del dorso sono verde acqua metallizzato, il petto è giallo dorato brillante, becco e zampe scuri, iride bianca, ed ali, dorso e le lunghe penne della coda blu-viola metallizzate. Entrambi i sessi mostrano questa sgargiante colorazione, non essendoci alcun dimorfismo sessuale evidente. I giovani hanno colori simili ma meno sgargianti e più opachi degli adulti.

## Distribuzione ed habitat
Lo storno dal petto dorato ha un areale molto ampio, distribuito principalmente nell'Africa nord-orientale, in Somalia, Etiopia, Kenya e Tanzania settentrionale. Questi uccelli abitano le praterie, le savane, i boschetti d'acacie, le foreste spinose e le pianure ricche di cespugli.

## Biologia

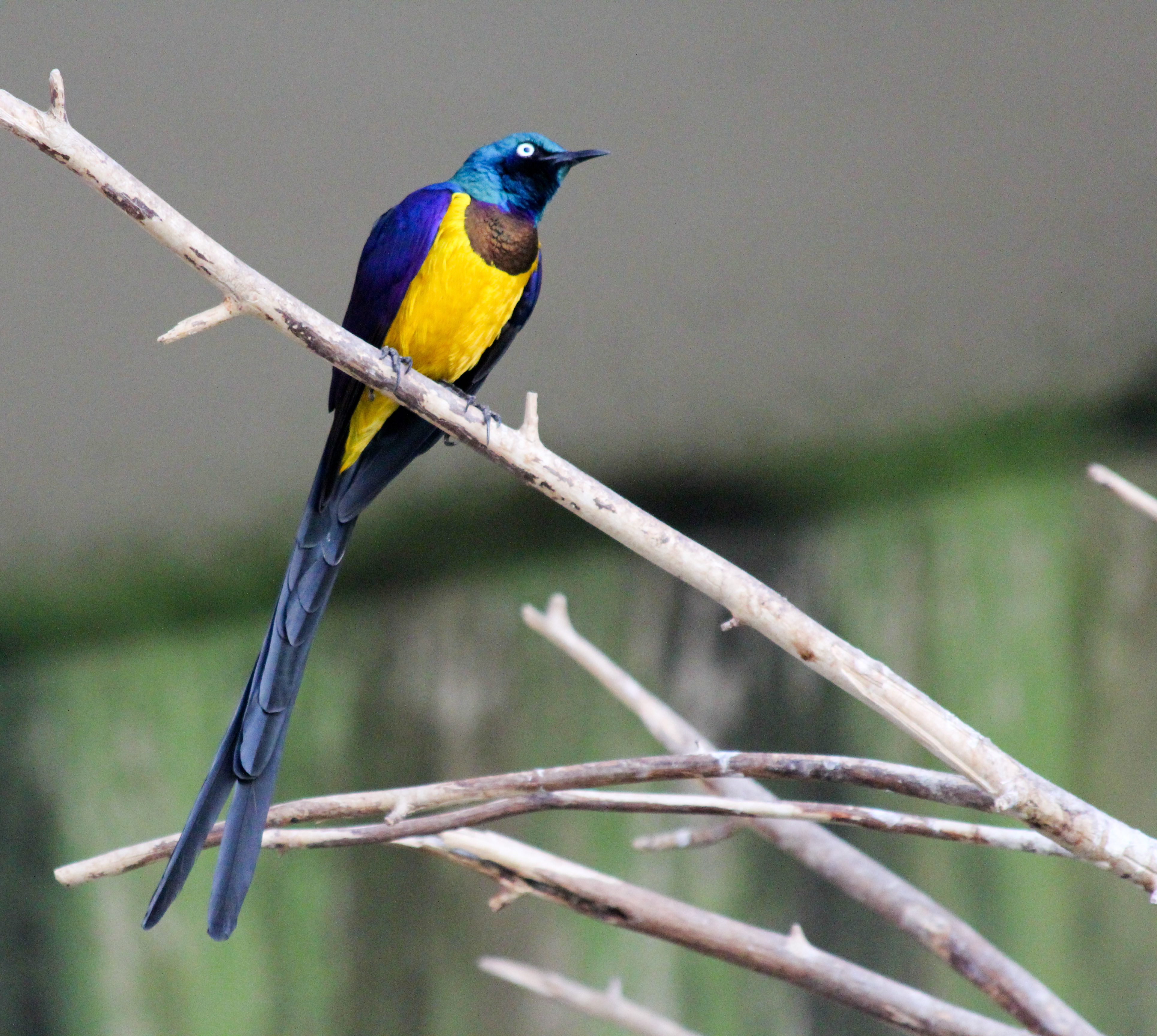
Esemplare al Bird Kingdom, Canada

Lo storno dal petto dorato è un uccello sociale, che vive in gruppi da tre a dodici individui. Gli uccelli adulti sono più facilmente avvistabili da gennaio a giugno e da agosto a novembre, con un picco a gennaio.

### Dieta
A differenza di altri storni dai colori brillanti, che si nutrono principalmente di frutta, la loro dieta consiste principalmente di insetti e termiti. Gli uccelli adulti possono catturare gli insetti in volo, e scavano nei termitai per stanare le termiti al loro interno. Talvolta integrano nella loro dieta anche lumache, ragni, crostacei o piccoli vertebrati, come le lucertole.

### Riproduzione
Lo storno dal petto dorato fa la muta una volta all'anno, dopo la stagione riproduttiva. Questi uccelli sono monogami, e le femmine depongono solitamente dalle tre alle cinque uova, dalla colorazione verde chiaro con macchie rosse. Nidificano nelle cavità degli alberi, spesso nelle cavità scavate ed abbandonate dai picchi. Il nido viene costruito con foglie, radici e altra vegetazione. Interi gruppi familiari collaborano all'allevamento dei pulcini raccogliendo cibo e materiali per la nidificazione.

## Conservazione
Diffuso in tutto il suo areale, il trend demografico dello storno dal petto dorato sembra essere stabile. La specie è valutata come specie a rischio minimo nella Lista rossa IUCN delle specie minacciate.